# Légny
Légny is een gemeente in het Franse departement Rhône (regio Auvergne-Rhône-Alpes) en telt 469 inwoners (2004). De plaats maakt deel uit van het arrondissement Villefranche-sur-Saône.

## Geografie
De oppervlakte van Légny bedraagt 4,0 km², de bevolkingsdichtheid is 117,3 inwoners per km².
De onderstaande kaart toont de ligging van Légny met de belangrijkste infrastructuur en aangrenzende gemeenten.

## Demografie
Onderstaande figuur toont het verloop van het inwonertal (bron: INSEE-tellingen).

## Geboren in Légny
- Marius Vivier-Merle (1890-1944), vakbondsleider en verzetsstrijder in Lyon tijdens de Tweede Wereldoorlog.